# Austrian Football League 1984
La Austrian Football League 1984 è stata la 1ª edizione del campionato austriaco di football americano di primo livello, organizzato dalla AFBÖ.
I dati noti sono molto incompleti.

## Squadre partecipanti
| Club             | Città      | Stadio | Sponsor ufficiale | Risultato nella stagione |
| ---------------- | ---------- | ------ | ----------------- | ------------------------ |
| Graz Giants      | Graz       |        |                   |                          |
| Innsbruck Eagles | Innsbruck  |        |                   |                          |
| Montfort Hawks   | Feldkirch  |        |                   |                          |
| Salzburg Lions   | Salisburgo |        |                   |                          |
| Vienna Ramblocks | Vienna     |        |                   |                          |

## Stagione regolare

### Risultati
| 1984 | Innsbruck Eagles | p – v | Graz Giants |  |

| 1984 | Innsbruck Eagles | v – p | Montfort Hawks |  |

| 1984 | Innsbruck Eagles | ? – ? | Salzburg Lions |  |

| 1984 | Innsbruck Eagles | ? – ? | Vienna Ramblocks |  |

| 1984 | Graz Giants | v – p | Innsbruck Eagles |  |

| 1984 | Graz Giants | v – p | Montfort Hawks |  |

| 1984 | Graz Giants | p – v | Salzburg Lions |  |

| 1984 | Graz Giants | 56 – 3 | Vienna Ramblocks |  |

| 1984 | Montfort Hawks | p – v | Innsbruck Eagles |  |

| 1984 | Montfort Hawks | p – v | Graz Giants |  |

| 1984 | Montfort Hawks | p – v | Salzburg Lions |  |

| 1984 | Montfort Hawks | p – v | Vienna Ramblocks |  |

| 1984 | Salzburg Lions | ? – ? | Innsbruck Eagles |  |

| 1984 | Salzburg Lions | v – p | Graz Giants |  |

| 1984 | Salzburg Lions | v – p | Montfort Hawks |  |

| 1984 | Salzburg Lions | ? – ? | Vienna Ramblocks |  |

| 1984 | Vienna Ramblocks | ? – ? | Innsbruck Eagles |  |

| 1984 | Vienna Ramblocks | 10 – 13 | Graz Giants |  |

| 1984 | Vienna Ramblocks | v – p | Montfort Hawks |  |

| 1984 | Vienna Ramblocks | ? – ? | Salzburg Lions |  |

### Classifica
La classifica della regular season è la seguente:
- PCT = percentuale di vittorie, G = partite giocate, V = partite vinte,  P = partite perse, PF = punti fatti, PS = punti subiti

| Pos. | Squadra          | PCT  | G | V | N | P | PF  | PS  |
| ---- | ---------------- | ---- | - | - | - | - | --- | --- |
| 1    | Graz Giants      | .750 | 8 | 6 | 0 | 2 | 268 | 67  |
| 2    | Salzburg Lions   | .750 | 8 | 6 | 0 | 2 | 282 | 75  |
| 3    | Innsbruck Eagles | .625 | 8 | 5 | 0 | 3 | 134 | 105 |
| 4    | Vienna Ramblocks | .375 | 8 | 3 | 0 | 5 | 134 | 202 |
| 5    | Montfort Hawks   | .000 | 8 | 0 | 0 | 8 | 19  | 388 |

## Playoff

### Tabellone
|  | Semifinali | Semifinali       | Semifinali |             |    | Austrian Bowl I | Austrian Bowl I | Austrian Bowl I |  |
|  |            |                  |            |             |    |                 |                 |                 |  |
|  | 2          | Salzburg Lions   | 6          |             |    |                 |                 |                 |  |
|  | 2          | Salzburg Lions   | 6          |             |    |                 |                 |                 |  |
|  | 3          | Innsbruck Eagles | 0          |             |    |                 |                 |                 |  |
|  | 3          | Innsbruck Eagles | 0          |             | 2  | Salzburg Lions  | 27              |                 |  |
|  |            |                  |            |             | 2  | Salzburg Lions  | 27              |                 |  |
|  |            |                  | 1          | Graz Giants | 10 |                 |                 |                 |  |
|  | 1          | Graz Giants      | 1          | Graz Giants | 10 | 46              |                 |                 |  |
|  | 1          | Graz Giants      |            |             |    |                 |                 |                 |  |
|  | 4          | Vienna Ramblocks | 20         |             |    |                 |                 |                 |  |

### Semifinali
| Graz 8 luglio 1984 | Graz Giants | 46 – 20 | Vienna Ramblocks |  |

| Salisburgo 1984 | Salzburg Lions | 6 – 0 | Innsbruck Eagles |  |

### Austrian Bowl I
| Salisburgo 20 ottobre 1984 | Salzburg Lions | 27 – 10 | Graz Giants | Stadion Lehen |

## Verdetti
- Salzburg Lions Campioni dell'Austria 1984